# V8 (intèrpret JavaScript)
L'intèrpret Javascript V8 és un projecte de programari lliure desenvolupat per Google a Dinamarca i que s'inclou en el navegador de la mateixa companyia Google Chrome. També es troba implementat al sistema operatiu Android. Lars Bak n'és el programador en cap.
Ha estat desenvolupat en el llenguatge de programació C++ i implementa ECMAScript, com ho especifica la tercera edició d'ECMA-262. V8 es pot executar de manera individual (standalone) o incorporada a qualsevol aplicació C++. S'executa sobre Windows XP, Windows Vista, Mac OS X 10.5 (Leopard) i Linux als processadors IA-32 i ARM.

## Característiques
V8 incrementa el seu rendiment compilant el codi JavaScript a llenguatge màquina abans d'executar-lo en comptes d'interpretar-lo directament. Un altre aspecte que també augmenta el seu rendiment és la utilització de tècniques de line catching. Totes aquestes característiques permeten que les aplicacions que corren sobre l'intèrpret V8 tinguin un rendiment semblant al d'un programa compilat.
L'ensamblador de V8 està basat en Strongtalk.